# 80 دايز
80 دايز (بالإنجليزية: days 80)‏ هي لعبة فيديو أدب تفاعلي طوتها ونشرتها إنكل في 31 يوليو 2014، تعمل على أنظمة آي أو إس، أندرويد، ويندوز، نينتندو سويتش وماك أو إس.